# Сигма-4

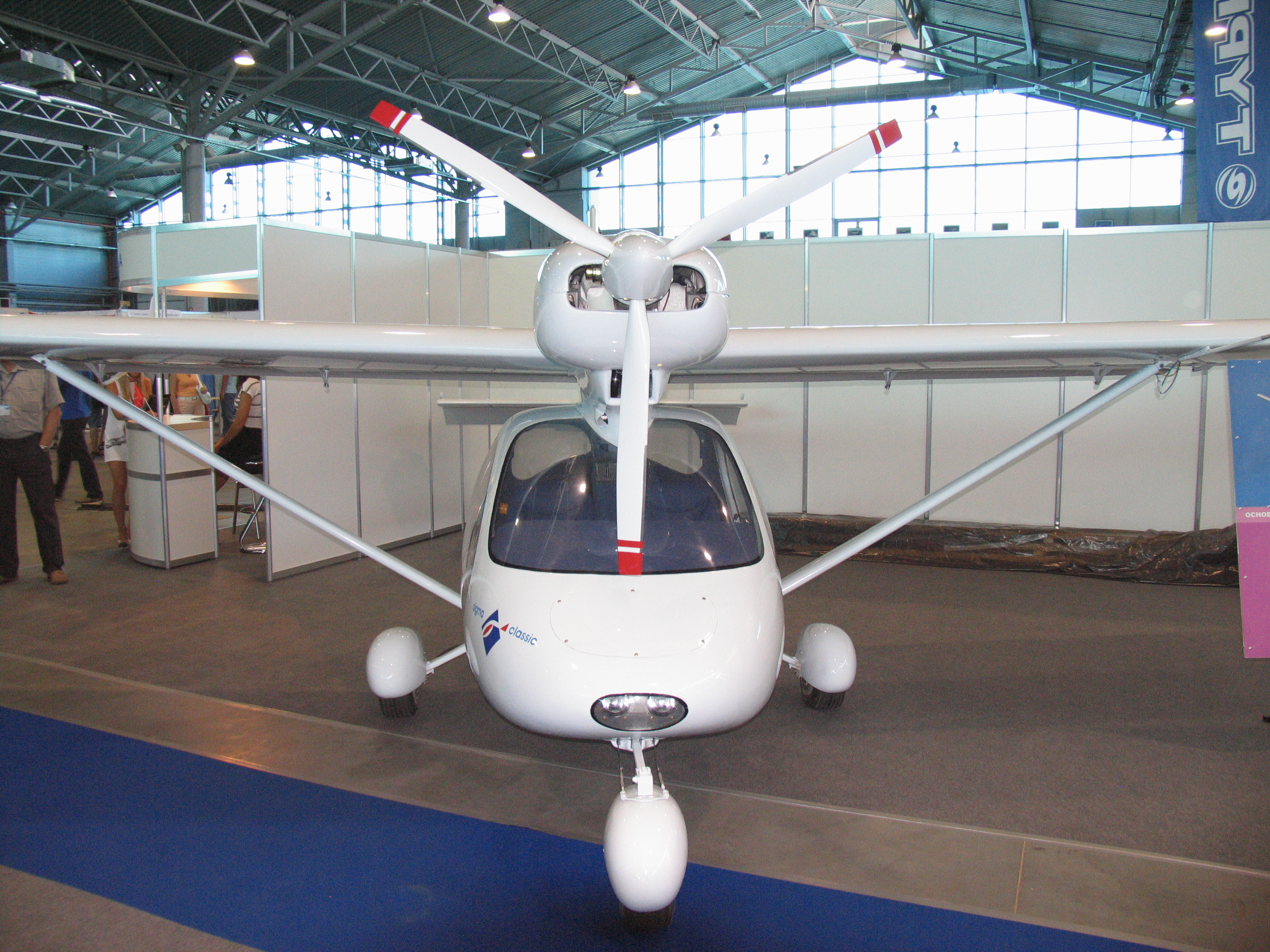
«Сигма-классик» вид спереди.

Сигма-4 — лёгкий двухместный многоцелевой самолёт.
С 1999 года по 2010 год самолёт выпускался серийно. Всего было построено 30 единиц на авиационных предприятиях в городах: Жуковский, Воронеж и Самара. Предшественником Сигмы-4 является самолет Сигма-2 (1993) со схожей компоновкой.
Самолёт предназначен для первоначального обучения полётам, туризма, спорта и активного отдыха. Может использоваться для перевозки пассажиров, почты, груза, багажа (в багажном отсеке можно перевозить до 80 кг груза). При оснащении самолёта комплектом химического навесного оборудования возможно его сельскохозяйственное применение. Рассчитан на полёт 1 пилота и 1 пассажира. Члены экипажа размещаются рядом, управление сдвоенное, ширина кабины 1,22м, двери открываются наружу-вверх.
На самолёт устанавливается двигатель австрийского производства ROTAX-912ULS. с трехлопастным винтом, мощность двигателя — 100 л.с. при 5800 об/мин.

## Тактико-технические характеристики
- Масса пустого, 340 кг
- Масса взлетная, 600 кг
- Скорость максимальная, 200 км/ч
- Скорость минимальная, 70 км/ч
- Скорость крейсерская, 170 км/ч
- Скороподъёмность 6.0 м/с
- Длина разбега, 77 м
- Взлетная дист до h=15 м, 210 м
- Посадочная дист. с h=15 м, 400 м
- Дальность, 650 км
- Размах крыла, 9,8 м
- Площадь крыла, 11 м²
- Перегрузка +4 / -2
- Ёмкость топливного бака, 65 л